# Adelino da Palma Carlos

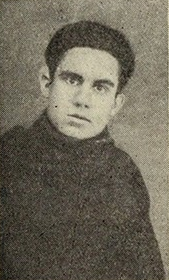
Adelino da Palma Carlos

Adelino da Palma Carlos (Faro, 3 mei 1905 - Lissabon, 27 oktober 1992) was een Portugees advocaat en politicus. Na de Anjerrevolutie, die het einde van de Estado Novo betekende, was hij van 15 mei tot en met 17 juli 1974 premier van zijn land.

## Levensloop
Da Palma Carlos was al vanaf zijn jeugd een tegenstander van de dictatuur van António de Oliveira Salazar en later Marcello Caetano en was al vanaf zijn studies aan de Universiteit van Lissabon bekend voor zijn liberale ideeëngoed. Generaal António de Spínola, die na de Anjerrevolutie overgangspresident was, benoemde hem wegens dit ideeëngoed in 1974 tot eerste minister. Dit was om zo een tegengewicht te vormen voor de radicaal-socialistische stromingen die de MFA domineerden. Zijn regering bevatte politici die tegenstanders geweest waren van de dictators Salazar en Caetano, conservatieve aanhangers van Spínola, leden van de Partido Comunista Português en radicale MFA-leden. In zijn regering zetelden onder andere de conservatieve leider Francisco Sá Carneiro (die later premier zou worden), de communistische secretaris-generaal Álvaro Cunhal als minister van Buitenlandse Zaken en de gematigde socialist Mário Soares (later premier en president van Portugal) als minister van Defensie.
Toch slaagde da Palma Carlos er niet in om de verschillende stromingen binnen zijn regering op één lijn te krijgen. Ook genoot hij weinig steun en kreeg hij tegenstand van de radicale krachten binnen de MFA. Tezelfdertijd hadden er zich enkele onofficiële (grondwettelijk niet gelegitimeerd) machtsorganen gevormd zoals het Nationale Reddingsfront, dat de regeringsfuncties na de Anjerrevolutie overnam. Deze organen liet da Palma Carlos echter niet ontbinden, alsook het MFA. Toen hij dit wilde proberen, mislukte het en dit leidde tot regeringsgeweld binnen zijn regering.
Toen hij voorstelde om de presidentsverkiezingen voor of tegelijk met het referendum over de Portugese grondwet te organiseren, verloor hij ook grotendeels de steun van de maatschappij en hij trad af als premier. Spínola had wegens de grote macht van de MFA geen andere keus dan de radicale Vasco Gonçalves tot de nieuwe premier te benoemen. In deze regering maakte da Palma Carlos geen deel uit meer, net als de andere eerder conservatieve leden van zijn regering. Hij trok zich vervolgens uit de politiek jurist.
Hij was vanaf 1928 gehuwd met de juriste en feministe Elina Júlia Chaves Pereira Guimaraes, met wie hij geen kinderen kreeg. Zijn vrouw was de dochter van Vitorino Guimarães, die ook nog premier van Portugal was geweest.
- Biblioteca Nacional de España: XX1389080
- Gemeinsame Normdatei: 1141416530
- International Standard Name Identifier: 0000 0000 7998 6896
- Library of Congress Control Number: n88235351
- Virtual International Authority File: 60648051
- WorldCat: E39PBJcrbRMMk39d9g4dQTfg8C